# Zachary Macaulay
Zachary Macaulay (2 mai 1768 - 13 mai 1838) est un gouverneur colonial et un militant abolitionniste britannique.

## Biographie

### Enfance
Zachary Macaulay est né à Inveraray, en Écosse, de l’union de Margaret Campbell et de John Macaulay, un ministre de l’Église d'Écosse. Son frère Colin Macaulay (en) est lui aussi plus tard devenu militant abolitionniste après avoir servi au sein de l’armée de la Compagnie des Indes orientales. Recevant une éducation rudimentaire, le jeune Zachary apprend seul le grec et le latin et lit les classiques de la littérature anglaise.

### En Jamaïque
Employé d’un marchand de Glasgow, il se laisse entraîner, alors qu’il n’est encore qu’adolescent, sur le chemin de la boisson. À la fin de 1784, à l’âge de seize ans, il décide de rejoindre la Jamaïque avec l’ambition d’y remettre sa vie en ordre. Employé comme assistant du gérant d’une plantation de sucre, il est d’abord profondément affecté par la violence de l’esclavage mais s’endurcit progressivement jusqu’à devenir de son propre aveu « insensible et indifférent ». Il parvient à modérer sa consommation d’alcool et se révèle un excellent comptable.
En 1789, il revient en Angleterre et obtient un poste à Londres. Sa sœur Jean a épousé en son absence Thomas Babington, un gentleman campagnard et ardent  évangéliste. Peu après son installation chez le jeune couple, Macaulay est gagné par les convictions de Babington et se convertit à son tour. Il ne tarde pas à rencontrer les associés de son beau-frère, au nombre desquels figurent William Wilberforce ou Henry Thornton qui sont alors les fers de lance du mouvement humanitariste protestant.

### Au Sierra Leone
Macaulay est invité en 1790 par ses nouveaux compagnons à visiter la colonie du Sierra Leone, fondée par la Sierra Leone Company, une compagnie à charte mise sur pied par Granville Sharp et Henry Thornton, afin d’accueillir les loyalistes noirs, des esclaves des anciennes colonies américaines affranchis pour avoir choisi le camp britannique pendant la guerre d’indépendance américaine. Après avoir transité par la Nouvelle-Écosse, une partie d’entre eux s’est installée à Londres où va se créer le Black Poors, car elle vit dans une grande indigence. Le courant humanitariste protestant qui se développe en Grande-Bretagne à la même époque conçoit le plan d’installer cette communauté en Afrique, sur ce qu’il considère être le territoire originel de ces esclaves.
Cette première visite marque le début de l’implication de Macaulay dans le projet. Il fait son retour au Sierra Leone en 1792 en tant que membre du Conseil de la colonie et en 1794 il est promu gouverneur, à une période cruciale de l’histoire de la colonie alors que ses assises restent très fragiles. Il reste gouverneur jusqu'en 1799 après avoir notamment réussi à repousser une tentative d’invasion des forces révolutionnaires françaises.

### Famille
Le 26 août 1799, Macaulay épouse Selina Mills qui lui a été présentée par Hannah More. Le couple s’installe à Clapham qui constitue le lieu de résidence du groupe d'évangéliques regroupés autour de Wilberforce. Le petit groupe qu’intègre Macaulay reçoit le surnom de secte de Clapham. Il sera notamment l’éditeur de leur magazine, le Christian Observer, de 1802 à 1816. Le couple aura neuf enfants dont le poète et historien Thomas Babington Macaulay.

### Activités abolitionnistes

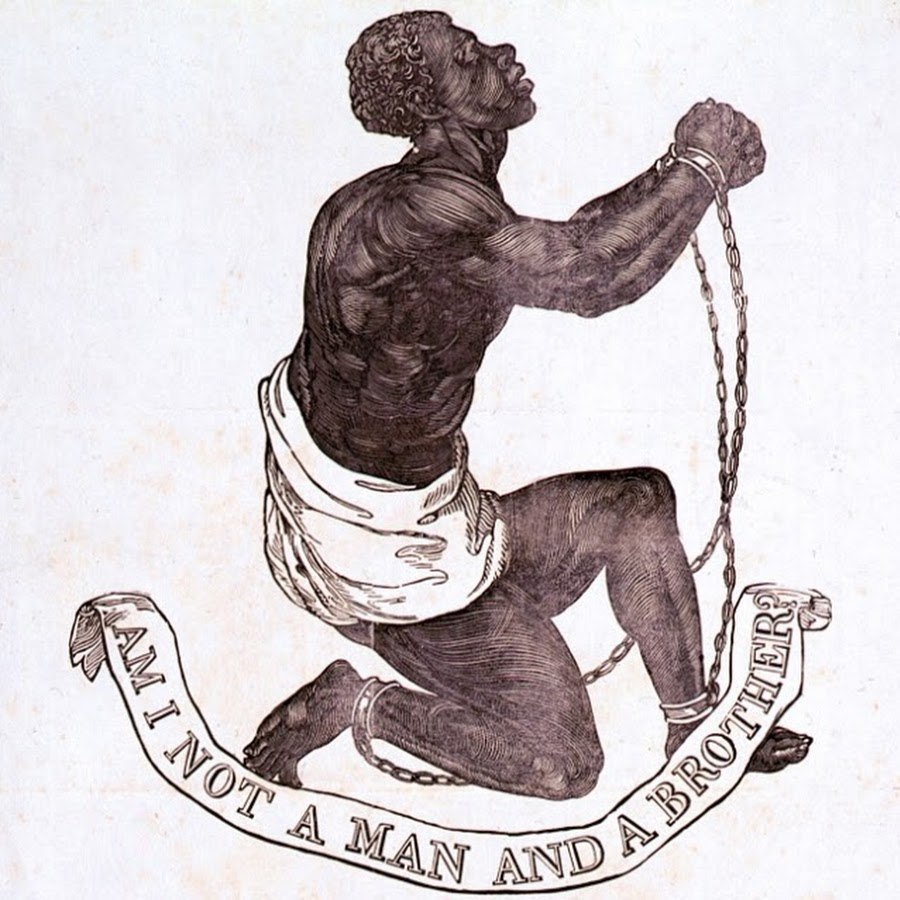
Ce médaillon qui symbolisait la lutte contre l'esclavage est gravé sous le buste de Macaulay à l'abbaye de Westminster.

Macaulay s’engage au sein de la Société pour l'abolition de la traite négrière dans laquelle il travaille en étroite collaboration avec William Wilberforce et compte bientôt au nombre des principales figures de la campagne publique contre le commerce des esclaves.
Il se voit confier la tâche de collecter des faits et des témoignages concernant les méfaits de l’esclavage qu’il recense dans de volumineux rapports - un rôle qui convient parfaitement à sa rigueur et à ses talents de statisticien méthodique, doué dans le maniement des chiffres.
Une fois obtenue l’abolition de la traite en 1807, Macaulay consacre son activité à l’abolition totale de l'esclavage lui-même. Il fait partie des membres fondateurs de la Société pour l'atténuation et de suppression graduelle de l'esclavage (Society for the Mitigation and Gradual Abolition of Slavery) qui devient en 1823 l’Anti-Slavery Society et occupe le poste de rédacteur en chef de sa publication, l’Anti-Slavery Reporter. Il joue donc un rôle majeur dans l’élaboration de l’argumentaire des antiesclavagistes qui obtiennent l’abolition de l'esclavage dans l’Empire britannique par le Slavery Abolition Act 1833.
Membre de la Royal Society, il fut aussi un partisan actif de la British and Foreign Bible Society, de la Church Mission Society ou de la National Society for the education of the poor in the principles of the Church of England.

### Mémorial de Westminster
Macaulay meurt à Londres le 13 mai 1838. Un mémorial est érigé en son honneur à l’abbaye de Westminster ; sous son buste est gravé le médaillon représentant un esclave agenouillé avec la devise : « Ne suis-je pas un homme et un frère ? » (« Am I Not a Man and a Brother? ») qui symbolisait la lutte contre l’esclavage.